# Bloemaert
Bloemaert var navnet på en nederlandsk familie af kunstnere i det sekstende og syttende århundrede.
Stamfader til familien Bloemaert er Cornelis Bloemaert I (ca. 1540-1593). Han var arkitekt, billedhugger, og lærer, og han underviste blandt andre, Hendrick de Keyser. Hans søn Abraham Bloemaert (1564-1651) var kendt som en af de vigtigste malere fra Utrecht af den første halvdel af det syttende århundrede. Abraham havde fire sønner, der som ham blev kunstner og var i lære hos ham. Hans ældste søn, Hendrick Bloemaert (1601/1602-1672) var maler og digter, hans anden søn, Cornelis Bloemaert II (1603-1684), der lavede graveringer. Sin tredje søn, Adriaen Bloemaert (ca. 1609-1666) var maler, tegner, og muligvis også en gravør, og hans fjerde søn Frederik Bloemaert (ca. 1616-1690) arbejdede som gravør, hvor de fleste af hans værker er lavet efter hans fars arbejde.

## Eksterne henvisning
- (Engelsk) Bloemaert i The Grove Dictionary of Art.